# Distrikt Yuracmarca
Der Distrikt Yuracmarca liegt in der Provinz Huaylas in der Region Ancash in West-Peru. Der Distrikt wurde am 9. Mai 1923 gegründet. Er besitzt eine Fläche von 547 km². Beim Zensus 2017 wurden 2087 Einwohner gezählt. Im Jahr 1993 lag die Einwohnerzahl bei 1958, im Jahr 2007 bei 1835. Die Distriktverwaltung befindet sich in der 1518 m hoch gelegenen Ortschaft Yuracmarca mit 487 Einwohnern (Stand 2017). Yuracmarca liegt 36 km nordnordwestlich der Provinzhauptstadt Caraz.

## Geographische Lage
Der Distrikt Yuracmarca liegt im Nordosten der Provinz Huaylas. Der Río Santa fließt durch die Schlucht Cañón del Pato entlang der westlichen Distriktgrenze nach Norden. Dessen rechter Nebenfluss Río Quitaracsa durchquert den äußersten Süden des Distrikts. Dort befinden sich die Wasserkraftwerke Cañón del Pato und Quitaracsa. Der Osten des Distrikts liegt in der Cordillera Blanca. An der südlichen Distriktgrenze im Osten erhebt sich der 5947 m hohe Nevado Alpamayo. Im Nordosten des Distrikts erhebt sich der 5735 m Nevado Champará.
Der Distrikt Yuracmarca grenzt im Westen an den Distrikt Huallanca, im Norden an die Distrikte La Pampa und Cusca (beide in der Provinz Corongo), im Nordosten an den Distrikt San Juan (Provinz Sihuas), im Osten an den Distrikt Pomabamba (Provinz Pomabamba) sowie im Süden an den Distrikt Santa Cruz.